# Heinrich Quincke
Heinrich Irenaeus Quincke, född 26 augusti 1842 i Frankfurt an der Oder, död 19 maj 1922 i Frankfurt am Main, var en tysk läkare. 
Quincke var professor i speciell patologi och terapi 1873–78 i Bern och 1878-1908 i Kiel. Han utvecklade lumbalpunktionen som undersökningsmetod.